# Giuga-számok
A számelmélet területén a Giuga-számok olyan összetett n számok, melyek különböző pi prímtényezőire mind igaz, hogy {\displaystyle p_{i}|({n \over p_{i}}-1)}, vagy ami ezzel ekvivalens, minden különböző pi prímtényezőre {\displaystyle p_{i}^{2}|(n-p_{i})}.
A Giuga-számokat a kevéssé ismert Giuseppe Giuga olasz matematikusról nevezték el, a prímszámokkal kapcsolatos Agoh–Giuga-sejtéshez kapcsolódnak.

## Definíciók
A Giuga-számok Takashi Agoh által megadott alternatív definíciója szerint egy n összetett szám akkor és csak akkor Giuga-szám, ha a
{\displaystyle nB_{\varphi (n)}\equiv -1{\pmod {n}}}
kongruencia teljesül, ahol B egy Bernoulli-szám, {\displaystyle \varphi (n)} pedig az Euler-függvény.
Giuseppe Giuga a fentivel ekvivalens megfogalmazása szerint: egy n összetett szám akkor és csak akkor Giuga-szám, ha a
{\displaystyle \sum _{i=1}^{n-1}i^{\varphi (n)}\equiv -1{\pmod {n}}}
kongruencia teljesül, továbbá teljesül, hogy
{\displaystyle \sum _{p|n}{\frac {1}{p}}-\prod _{p|n}{\frac {1}{p}}\in \mathbb {N} .}
Az eddig ismert n Giuga-számok valójában a következő erősebb feltételt is kielégítik:
{\displaystyle \sum _{p|n}{\frac {1}{p}}-\prod _{p|n}{\frac {1}{p}}=1.}

## Példák
A Giuga-számok sorozata így kezdődik:
30, 858, 1722, 66198, 2214408306, … (A007850 sorozat az OEIS-ben).
Például a 30 Giuga-szám, mivel prímtényezői 2, 3 és 5, melyekre igazak a következők:
- 30/2 − 1 = 14, ami osztható 2-vel,
- 30/3 − 1 = 9, ami osztható 3-mal és
- 30/5 − 1 = 5, ami osztható 5-tel.

## Tulajdonságai
A Giuga-számok prímtényezőinek különbözőknek kell lenniük. Ha {\displaystyle p^{2}} osztója {\displaystyle n}-nek, abból következik hogy {\displaystyle {n \over p}-1=m-1}, ahol az {\displaystyle m=n/p} szám osztható {\displaystyle p}-vel. Ezért {\displaystyle m-1} nem lenne osztható {\displaystyle p}-vel, így tehát {\displaystyle n} nem Giuga-szám.
A fentiek szerint kizárólag négyzetmentes számok lehetnek Giuga-számok. Például a 60 prímtényezői 2, 2, 3 és 5, továbbá 60/2 − 1 = 29, ami nem osztható 2-vel. Ezért a 60 nem Giuga-szám.
A prímszámok négyzetei tehát ki vannak zárva, de a diszkrét félprímek sem lehetnek Giuga-számok. Mivel ha {\displaystyle n=p_{1}p_{2}} és {\displaystyle p_{1}<p_{2}} pímszámok, akkor {\displaystyle {n \over p_{2}}-1=p_{1}-1<p_{2}}, tehát {\displaystyle p_{2}} nem lesz osztója {\displaystyle {n \over p_{2}}-1}-nek, ezért {\displaystyle n} nem Giuga-szám.
Az összes ismert Giuga-szám páros. Ha létezik páratlan Giuga-szám, legalább 14 prímszám szorzataként kell előállnia. Nem ismert, hogy létezik-e végtelen sok Giuga-szám.
Paolo P. Lava (2009) sejtése szerint a Giuga-számok az n' = n+1 differenciálegyenlet megoldásai, ahol n' megegyezik n aritmetikai deriváltjával. (Négyzetmentes számokra {\displaystyle n=\prod _{i}{p_{i}}}, {\displaystyle n'=\sum _{i}{\frac {n}{p_{i}}}}, tehát n' = n+1 épp a fenti Definíciók szakasz utolsó egyenlete, n-nel megszorozva.)
José Mª Grau és Antonio Oller-Marcén megmutatták, hogy egy n egész akkor és csak akkor Giuga-szám, ha valamely a > 0-ra kielégíti az n' = a·n + 1 differenciálegyenletet, ahol n' megegyezik n aritmetikai deriváltjával. (Itt is igaz, hogy n' = n+1 épp a fenti Definíciók szakasz utolsó egyenlete, n-nel megszorozva.)